# Torre de Malkin

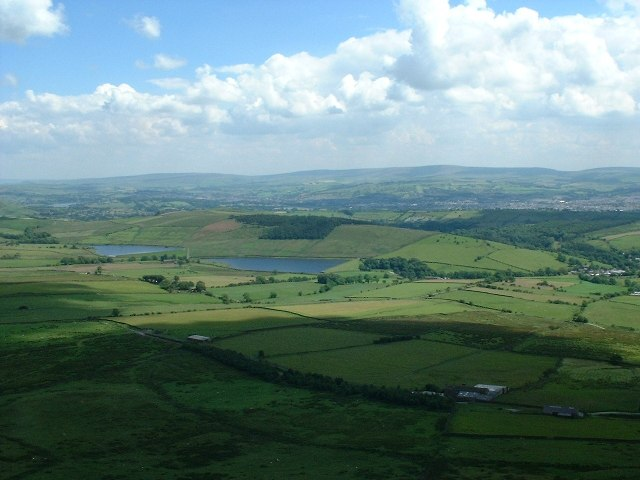
O Reservatório Lower Black Moss (à esquerda), um dos locais sugeridos para a localização da Torre de Malkin

A Torre de Malkin (em inglês: Malkin Tower, também conhecida como Malking Tower ou Mocking Tower) foi a casa de Elizabeth Southerns, também conhecida como Demdike, e da sua neta Alizon Device, duas das principais protagonistas dos julgamentos de bruxas de Lancashire, em 1612.
Foi na Torre de Malkin que em 10 de abril de 1612 decorreu aquele que é talvez o mais conhecido conciliábulo de bruxas na história jurídica inglesa. Oito pessoas foram posteriormente presas e julgadas por causar danos por bruxaria, sete das quais foram consideradas culpadas e executadas. A torre pode ter sido demolida logo após os julgamentos. A única evidência firme da sua localização vem do relato oficial do escrivão do tribunal, Thomas Potts, que a coloca em algum lugar da Floresta de Pendle. Escavações arqueológicas na área não conseguiram descobrir quaisquer restos confirmados do edifício.
Várias explicações foram sugeridas para as origens da palavra Malkin. Apesar do nome, a Torre de Malkin foi, provavelmente, uma simples casa.

## Toponímia
Malkin's Tower, a little cottage where
Reporte makes caitive witches meete to swear
Their homage to ye devil.

Richard James c. 1633
O nome Malkin pode advir de várias origens. Malkin era uma forma familiar dos nomes femininos Mary ou Maud e também um termo para uma mulher pobre ou miserável. A palavra similar mawkin era usada para descrever uma mulher de classe baixa ou promíscua. Malkin também era usado para descrever um gato, sobretudo um gato velho como em grimalkin ou grey malkin, e no norte de Inglaterra era usado para descrever uma lebre, em que se dizia que as bruxas eram capazes de se transformar. Também foi sugerido que o nome fosse uma combinação de mal e kin, como forma de desrespeito aos residentes de Malkin. No entanto, o historiador local Arthur Douglas considera esta hipótese improvável devido à baixa educação das pessoas da região naquela época. Outra possibilidade é ser uma corruptela de forno de malte (em inglês: Malt Kiln). Esta hipótese é suportada pela alegação de Alizon Device de que a família de Anne Whittle, também conhecida como Chattox, teria invadido e roubado uma das salas do edifício onde se produzia malte, edifício esse que em inglês se chamava fire house.
Vários autores têm especulado sobre uma série de edifícios que poderiam explicar a denominação de torre. A Torre de Malkin pode ter incorporado uma torre peel normanda construída como defesa contra invasores escoceses ou pode ter sido o mirante de um caçador furtivo em desuso. No entanto, e apesar do nome, a hipótese mais provável é que a Torre de Malkin tivesse sido uma simples cabana. O historiador W. R. Mitchell sugere que teria sido originalmente um pequeno edifício de uma quinta, talvez um abrigo para forragens ou gado, mais tarde convertido em habitação de baixa qualidade. A pobreza não era incomum entre os moradores da Floresta de Pendle, pelo que o edifício pode não ter sido mais do que uma simples cabana e a torre pode ter sido um nome sarcástico dado pelos moradores locais. É quase certo que Southerns e Device não eram proprietárias da Torre de Malkin, mas sim inquilinas.
A Torre de Malkin é por vezes referida como Malking Tower ou Mocking Tower.

## Associação com bruxas
Na Sexta-feira Santa de 10 de abril de 1612, a Torre de Malkin foi palco daquele que é o mais conhecido conciliábulo de bruxas da história jurídica inglesa. A casa era o lar de duas das supostas bruxas de Pendle: Elizabeth Southerns, também conhecida como Demdike, e a sua neta Alizon Device
A 21 de março de 1612 Alizon cruzou-se com John Law, um caixeiro-viajante de Halifax que se recusou a vender-lhe alguns alfinetes. Law entrou em choque pouco depois, tendo o seu filho acusado Alizon de ser a responsável. Alizon e a sua avó foram convocadas à casa do magistrado local, Roger Nowell, por suspeita de causar danos através de feitiçaria. Ambas foram presas e detidas em Lancaster Gaol, juntamente com outras duas mulheres. Em 10 de abril de 1612, um grupo de amigos da família Demdike reuniu-se na Torre de Malkin, supostamente para planear a fuga das quatro mulheres encarceradas mediante uma explosão no Castelo de Lancaster. Nowell teve conhecimento desta reunião e, depois de interrogar o irmão "mentalmente subnormal" de Alizon Device, James, concluiu que a Torre de Malkin havia sido o cenário de um conventículo de bruxas e que todas as pessoas que compareceram eram bruxas. Oito foram posteriormente acusadas de causar danos através de feitiçaria e levadas a julgamento, sete em assizes de Lancaster e uma em York.

## Localização
A localização da Torre de Malkin é incerta. Pode ter sido demolida logo após os julgamentos de 1612, pois era comum na época desmantelar prédios vazios e reciclar os materiais. O prédio também pode ter sido destruído para erradicar as "associações melancólicas" do local. O relato oficial dos julgamentos escrito por Thomas Potts, escrivão da corte, no seu The Wonderfull Discoverie of Witches in the Countie of Lancaster menciona a Torre de Malking muitas vezes, mas apenas a descreve como estando na Floresta de Pendle, uma antiga floresta real.

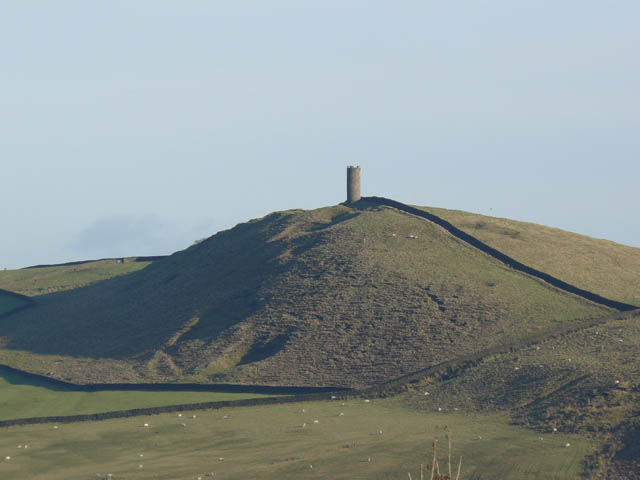
Torre de Stansfield, Blacko, um folly vitoriano muitas vezes confundida com a Torre de Malkin

Outra hipótese quando à localização encontra-se na paróquia civil de Blacko, no local da actual quinta da Torre de Malkin; desde a década de 1840 que se alega que a alvenaria antiga encontrada numa parede constitui parte do que resta do edifício. Em The Lancashire Witch-Craze, Jonathan Lumby conjectura que o edifício estava situado nos pântanos ao redor de Blacko Hill, perto de uma antiga estrada entre Colne e Gisburn.  O folclore local na paróquia afirma que os restos da Torre de Malkin estão enterrados num campo atrás do pub da Pousada Cross Gaits, que se encontra nas proximidades; a torre costumava ser um destaque na placa da pousada. A principal evidência que suporta esta localização parece ser que uma cavidade na encosta leste da fazenda é conhecida como Mawkin Hole. Tem sido sugerido que este é o mesmo lugar mencionado nos registos do tribunal de halmote do século XVI para a mansão de Colne como Mawkin Yarde, descrito como sendo "no norte de Colne", mas qualquer lugar dentro da mansão de Colne estaria fora da Floresta de Pendle, e o primeiro mapa da área, criado na década de 1840, identifica a fazenda como Torre de Blacko. O local também fica a vários quilómetros de qualquer um dos locais rastreáveis mencionados no julgamento.
Em 1891 o merceeiro local Jonathan Stansfield construiu uma torre solitária no cume próximo de Blacko Hill. Hoje também é comummente conhecida como Torre de Blacko, e muitas vezes é confundida com a Torre de Malkin. Embora tenha afirmado na época que desejava observar os vales vizinhos, o historiador John Clayton sugere que, ciente da história, ele pode ter desejado dar à área a sua própria versão.
Outra localização possível é em algum lugar perto da vila de Newchurch em Pendle. Douglas afirma que há evidências "convincentes" de que uma área perto da Fazenda de Sadler (agora conhecida como Centro Cristão Shekinah) era o local da Torre de Malkin; houve numerosos relatos de suposta feitiçaria na área, e encontrava-se nas proximidades de outros locais mencionados durante o julgamento, como Greenhead, Barley e Roughlee. Outros envolvidos no julgamento eram conhecidos por viverem na área; as supostas bruxas Jane e John Bulcock residiam em Moss End Farm em Newchurch, e John Nutter, cujas vacas foram alegadamente enfeitiçadas, vivia na vizinha Fazenda Bull Hole. O filho de Southerns, Christopher Holgate, também morava nas proximidades. Mas nem as escrituras da Fazenda de Sadler, que datam do século XVII, nem os mapas contemporâneos da região mencionam a Torre de Malkin ou quaisquer campos em que ela possa ter estado.
Escavações arqueológicas foram realizadas em vários locais na área de Floresta de Pendle, incluindo Newchurch, mas nada foi encontrado. Um potencial candidato para a incógnita Torre de Malkin foi anunciado em Dezembro de 2011, depois de os engenheiros de água terem desenterrado uma casa de campo do século XVII com um gato mumificado selado nas paredes, perto do Reservatório Lower Black Moss, nas proximidades de Barley.